# Legge Bacchelli

Riccardo Bacchelli, scrittore per il quale è stata approvata la legge n. 440 dell'8 agosto 1985, ma che non fece in tempo a beneficiarne perché morì nell'ottobre 1985

La legge Bacchelli (legge 8 agosto 1985, n. 440) è una legge della Repubblica Italiana, promulgata durante il Governo Craxi I. La norma ha istituito, presso la Presidenza del Consiglio dei ministri, un fondo a favore di cittadini illustri che versino in stato di particolare necessità, i quali possano così usufruire di contributi vitalizi utili al loro sostentamento. Deve il nome al suo primo, previsto, beneficiario, lo scrittore italiano Riccardo Bacchelli.

## Contenuto
Il testo della legge prevede che, con proprio decreto e su conforme deliberazione del Consiglio dei Ministri, sia il Presidente del Consiglio, previa comunicazione al Parlamento, ad assegnare tale sostegno straordinario. Requisiti per accedere all'aiuto sono la cittadinanza italiana, l'assenza di condanne penali irrevocabili, la chiara fama e meriti acquisiti nel campo delle scienze, delle lettere, delle arti, dell'economia, del lavoro, dello sport e nel disimpegno di pubblici uffici o di attività svolte, oltre a versare in stato di particolare necessità.

## Beneficiari noti
Della legge che pure porterà il suo nome non arrivò a usufruire lo stesso Riccardo Bacchelli, dato che questi morì nell'ottobre del 1985, due mesi dopo l'approvazione della norma: il provvedimento ebbe infatti via libera nell'agosto dello stesso anno, quindi in tempi non utili al sostentamento dello scrittore. La prima in Italia a percepire il vitalizio fu invece Anna Maria Ortese, grazie alle lettere autografe della scrittrice che Beppe Costa consegnò a mano al segretario di Bettino Craxi, nonché alla raccolta di firme pubblicata su Il Giorno e organizzata dallo stesso Costa, poeta ed editore, con l'aiuto della giornalista Adele Cambria.
Ne hanno beneficiato, tra gli altri, gli scrittori Aldo Braibanti, Dante Arfelli, Gavino Ledda, Daniele Del Giudice, Tommaso di Ciaula, Beppe Costa e Giovanni Passeri  i poeti Roberto Rebora e Dario Bellezza, la poetessa Alda Merini, i cantanti Ernesto Bonino, Joe Sentieri, le attrici Diana Torrieri, Tina Lattanzi, Alida Valli e Dria Paola, il pugile Duilio Loi, gli attori Franco Citti, Edoardo Torricella, la prima annunciatrice della Rai Fulvia Colombo, l'eroe di guerra Giorgio Perlasca, il pittore Guido Borgianni, il poeta Federico Tavan, lo storico del cinema José Pantieri, l'attore Salvo Randone, il soprano Anita Cerquetti, il compositore Guido Turchi, il campione di sci Zeno Colò, il filosofo e poeta Guido Ceronetti, lo scrittore Saverio Strati, l'autore, critico e regista teatrale Antonino Colli, il cantautore Umberto Bindi, i calciatori Riccardo Carapellese e Gino Colaussi, il regista lirico Giuseppe Giuliano, il giornalista Riccardo Orioles, il pilota automobilistico Gigi Villoresi, il fumettista Renzo Calegari e il fotografo Romano Martinis 
Anche il campione di ciclismo Gino Bartali fu proposto per il vitalizio, ma lui stesso, pur versando in non buone condizioni economiche, lo rifiutò consigliando di darlo ad altri più bisognosi. L'attrice Anita Ekberg invece, nonostante gli ultimi anni della sua vita versasse in gravi difficoltà economiche, non ne poté beneficiare in quanto cittadina straniera, poiché nonostante vivesse in Italia da quasi cinquant'anni non aveva mai preso la relativa cittadinanza. Rifiutarono il vitalizio anche l'attrice Laura Antonelli e, dopo aver negato di averlo precedentemente chiesto, il cantautore Franco Califano.
Dal 2003 gli sportivi beneficiano di un vitalizio dedicato, ai sensi della legge Giulio Onesti.